# Thế Oligocen
| Hệ/ Kỷ                               | Thống/ Thế | Bậc / Kỳ   | Tuổi (Ma)    | Tuổi (Ma) |
| ------------------------------------ | ---------- | ---------- | ------------ | --------- |
| Neogen                               | Miocen     | Aquitane   | trẻ hơn      |           |
| Paleogen                             | Oligocen   | Chatti     | 23.03 - 28.1 |           |
| Paleogen                             | Oligocen   | Rupel      | 28.1 - 33.9  |           |
| Paleogen                             | Eocen      | Priabona   | 33.9 - 37.8  |           |
| Paleogen                             | Eocen      | Barton     | 37.8 - 41.2  |           |
| Paleogen                             | Eocen      | Lutetia    | 41.2 - 47.8  |           |
| Paleogen                             | Eocen      | Ypres      | 47.8 - 56    |           |
| Paleogen                             | Paleocen   | Thanet     | 56 - 59.2    |           |
| Paleogen                             | Paleocen   | Seland     | 59.2 - 61.6  |           |
| Paleogen                             | Paleocen   | Đan Mạch   | 61.6 - 66    |           |
| Creta                                | Thượng     | Maastricht | cổ hơn       |           |
| Phân chia Paleogen theo ICS, 8/2018. |            |            |              |           |

Thế Oligocen hay thế Tiệm Tân là một thế địa chất kéo dài từ khoảng 33,9 tới 23 triệu năm trước (Ma). Giống như các thế địa chất khác, các tầng đá xác định thế địa chất này được nhận dạng khá rõ nhưng niên đại chính xác của các điểm bắt đầu và kết thúc thế này là chưa chắc chắn. Tên gọi Oligocen có nguồn gốc từ tiếng Hy Lạp ὀλίγος (oligos, hơi, một chút) và καινός (kainos, mới), và nó chỉ tới sự thưa thớt của các quần động vật dạng thú hiện đại bổ sung sau sự bùng nổ tiến hóa trong thế Eocen. Thế Oligocen diễn ra sau thế Eocen và tiếp theo nó là thế Miocen. Thế Oligocen là thế thứ ba và cuối cùng của kỷ Paleogen.
Thế Oligocen thông thường được coi là thời gian chuyển tiếp quan trọng, mối liên kết giữa "thế giới cổ của thế Eocen nhiệt đới với các hệ sinh thái trông hiện đại hơn của thế Miocen." 
Sự bắt đầu của thế Oligocen được đánh dấu bằng sự kiện tuyệt chủng chính có thể liên quan tới va chạm của vật thể lớn ngoài Trái Đất tại Siberi và/hoặc gần vịnh Chesapeake. Ranh giới Oligocen-Miocen không được thiết lập bằng sự kiện dễ dàng nhận dạng ở quy mô toàn thế giới mà bằng các ranh giới khu vực giữa thế Oligocen ấm áp hơn và thế Miocen tương đối lạnh hơn.

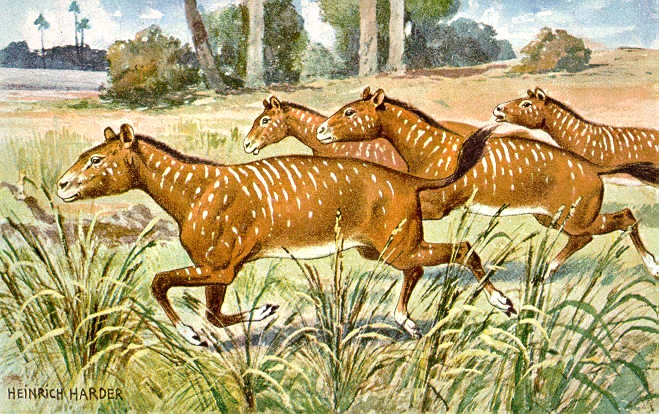
Mesohippus.

## Phân chia
Các tầng động vật từ trẻ nhất tới già nhất của thế Oligocen là:
| Chatte hay Hậu Oligocen | (28,4 ± 0,1 – 23,03 Ma)      |
| Rupel hay Tiền Oligocen | (33,9 ± 0,1 – 28,4 ± 0,1 Ma) |

## Khí hậu
Khí hậu vẫn còn được duy trì ở ngưỡng ấm, mặc dù quá trình làm lạnh toàn cầu diễn ra chậm chạp để cuối cùng dẫn tới quá trình băng hóa trong thế Pleistocen đã bắt đầu vào cuối thế này.

## Cổ địa lý học
Trong thế này, các lục địa vẫn tiếp tục trôi dạt về phía vị trí ngày nay của chúng. Châu Nam Cực tiếp tục trở nên cô lập hơn và cuối cùng đã phát triển các chỏm băng vĩnh cửu.
Quá trình hình thành núi ở miền tây Bắc Mỹ vẫn tiếp tục, và dãy núi Alps đã bắt đầu được nâng lên ở châu Âu do mảng châu Phi vẫn tiếp tục đẩy về phía bắc vào mảng Á-Âu, cô lập dần các dấu tích còn lại của biển Tethys. Sự xâm nhập lòng đại dương trong thời gian ngắn đánh dấu đầu thế Oligocen ở châu Âu. Tình trạng phơi bày lòng biển trong thế Oligocen là hiếm ở Bắc Mỹ. Có lẽ dường như còn tồn tại cầu đất liền ở đầu thế Oligocen giữa Bắc Mỹ và châu Âu do các quần động vật của hai khu vực là khá giống nhau. Trong một khoảng thời gian của thế Oligocen, Nam Mỹ cuối cùng đã tách rời khỏi châu Nam Cực và trôi dạt về phía bắc về phía Bắc Mỹ. Điều này cho phép hải lưu vòng quanh Nam Cực được lưu thông, càng làm nguội lạnh nhanh châu lục này.

## Quần thực vật
| Hệ/ Kỷ                                 | Thống/ Thế   | Bậc/ Kỳ    | Tuổi (Ma) | Tuổi (Ma) |
| -------------------------------------- | ------------ | ---------- | --------- | --------- |
| Đệ Tứ                                  | Pleistocen   | Gelasia    | trẻ hơn   | trẻ hơn   |
| Neogen                                 | Pliocen      | Piacenza   | 2.588     | 3.600     |
| Neogen                                 | Pliocen      | Zancle     | 3.600     | 5.333     |
| Neogen                                 | Miocen       | Messina    | 5.333     | 7.246     |
| Neogen                                 | Miocen       | Tortona    | 7.246     | 11.63     |
| Neogen                                 | Miocen       | Serravalle | 11.63     | 13.82     |
| Neogen                                 | Miocen       | Langhe     | 13.82     | 15.97     |
| Neogen                                 | Miocen       | Burdigala  | 15.97     | 20.44     |
| Neogen                                 | Miocen       | Aquitane   | 20.44     | 23.03     |
| Paleogen                               | Thế Oligocen | Chatti     | già hơn   | già hơn   |
| Phân chia kỷ Neogen theo ICS năm 2017. |              |            |           |           |

Thực vật hạt kín vẫn tiếp tục sự bành trướng của chúng ra khắp thế giới; các cánh rừng nhiệt đới và cận nhiệt đới được thay thế bằng các đồng rừng lá sớm rụng ôn đới. Các đồng bằng thưa cây cối và sa mạc trở nên phổ biến hơn. Cỏ phát triển từ môi trường sống ven bờ sông trong thế Eocen vào các vùng đất rộng; tuy nhiên ngay kể cả vào cuối thế này thì chúng vẫn chưa là phổ biến cho các xavan .
Tại Bắc Mỹ, các loài cận nhiệt đới thống lĩnh với đào lộn hột và vải hiện diện, còn các loài cây ôn đới như hoa hồng, sồi và thông là phổ biến. Các loài cây họ Đậu cũng lan tỏa còn các loài cói, hương bồ, cỏ năn tượng và dương xỉ vẫn tiếp tục sự thịnh vượng của mình.

## Quần động vật
Các quần động vật đất liền quan trọng trong thế Oligocen tìm thấy gần như trên mọi lục địa, ngoại trừ Australia. Cảnh quan thoáng đãng hơn cho phép động vật có thể phát triển với kích thước lớn hơn so với kích thước chúng có sớm hơn trong kỷ Paleogen. Các quần động vật biển trở nên tương đối hiện đại, giống như các quần động vật có xương sống trên đất liền ở các lục địa phía bắc. Điều này có lẽ là do kết quả của các dạng cổ hơn đang biến dần đi hơn là kết quả của sự tiến hóa của các dạng hiện đại hơn.
Nam Mỹ khi đó dường như là cô lập với các lục địa khác và tại đây đã tiến hóa quần động vật hoàn toàn khác biệt trong thế Oligocen.
Động vật bò sát là phổ biến trong thế Oligocen. Choristodera, một nhóm bò sát hai cung bên (có thể là cận lớp Archosauromorpha?) sống bán thủy sinh, hình dáng tương tự như cá sấu và có nguồn gốc từ kỷ Jura (rất có thể là xa tới cuối kỷ Trias). Vào đầu thế Oligocen, nhóm Choristodera bị tuyệt chủng, có thể là do các thay đổi khí hậu. Rắn và thằn lằn đã bắt đầu đa dạng hóa ở mức độ nhất định.
Các động vật có vú bao gồm: Brontotherium, Indricotherium, Entelodont, Hyaenodon, Mesohippus. Các dạng tương tự như voi (Proboscidea), cũng hiện diện.
Quần động vật biển trong thế Oligocen là tương tự ngày nay, chẳng hạn như các động vật hai mảnh vỏ. Các dạng cá voi tấm sừng hàm và có răng vừa mới xuất hiện, và tổ tiên của chúng, cá voi cổ (Archaeoceti) vẫn còn tương đối phổ biến nhưng số lượng đã suy giảm khi thế Oligocen trôi đi do các thay đổi khí hậu cũng như do cạnh tranh với các nhóm cá voi hiện đại cùng cá mập thật sự (bộ Carcharhiniformes), cũng xuất hiện trong thế này. Các loài hải cẩu (siêu họ Pinnipedia) có lẽ đã xuất hiện vào gần cuối thế này từ các tổ tiên giống như gấu hay rái cá.

## Đại dương
Các đại dương tiếp tục lạnh đi, cụ thể là xung quanh châu Nam Cực.